# Trofeo San Roque (Betanzos)
El Trofeo de  fútbol San Roque de Betanzos es un Trofeo amistoso de verano que se disputa en la localidad de Betanzos, perteneciente a la Provincia de La Coruña en Galicia (España).
El Trofeo se disputa desde 1963, coincidiendo con las Fiestas de San Roque de la localidad. El club local es Betanzos CF. Su nombre original era Brigantium Club de Fútbol, hasta que en 1992 se cambió al actual.
A partir del año 2009, se disputa también en Betanzos, otro Trofeo amistoso, denominado Trofeo de fútbol Cidade de Betanzos.

## Palmarés
Trofeo San Roque de Betanzos
| Año  | Edición      | Campeón                     | Resultado  | Subcampeón                  |
| ---- | ------------ | --------------------------- | ---------- | --------------------------- |
| 1963 | -            | Racing Club de Ferrol       | 1-1 (pen)  | RC Deportivo de La Coruña   |
| 1964 | -            | Brigantium CF               | 4-2        | Pontevedra CF               |
| 1965 | -            | RC Deportivo de La Coruña   | 3-2        | Brigantium CF               |
| 1966 | -            | Brigantium CF               | 4-2        | Pontevedra CF               |
| 1967 | -            | Atlético Pontevedrés        | 5-0        | Brigantium CF               |
| 1968 | -            | Brigantium CF               | -          | Sporting Coruñés            |
| 1969 | -            | Brigantium CF               | 1-1 4-1    | Orzán SD                    |
| 1970 | -            | Brigantium CF               | 1-1 (pen)  | SD Eumesa                   |
| 1971 | V            | RC Deportivo de La Coruña   | 2-1        | SD Compostela               |
| 1972 | -            | RC Deportivo de La Coruña   | 3-1        | Racing Club de Ferrol       |
| 1973 | -            | RC Celta de Vigo            | 1-1 (pen)  | Racing Club de Ferrol       |
| 1974 | No disputado | -                           | -          | -                           |
| 1975 | -            | CD Ciudad                   | 3-0        | CCRD Perlio                 |
| 1976 | X            | Brigantium CF               | -          | AD Miño                     |
| 1977 | XI           | Brigantium CF               | 3-3 (pen)  | CD Ciudad                   |
| 1978 | No disputado | -                           | -          | -                           |
| 1979 | XII          | Fabril Deportivo            | -          | Brigantium CF               |
| 1980 | XIII         | Elche FC Caracas            | 2-1        | Brigantium CF               |
| 1981 | XIV          | SDC Galicia de Mugardos     | 1-0        | Brigantium CF               |
| 1982 | XV           | Elche FC Caracas            | 2-1        | Brigantium CF               |
| 1983 | XVI          | Vioño CF                    | 5-2        | Brigantium CF               |
| 1984 | XVII         | CD Lugo                     | 3-0        | Brigantium CF               |
| 1985 | XVIII        | Brigantium CF               | 2-1        | SDC Galicia de Mugardos     |
| 1986 | XIX          | Brigantium CF               | 1-0        | SD Sporting de Sada         |
| 1987 | XX           | Brigantium CF               | 2-1        | Fabril Deportivo            |
| 1988 | XXI          | Brigantium CF               | 3-0        | SD Sporting de Sada         |
| 1989 | XXII         | Vista Alegre SD             | 2-0        | Brigantium CF               |
| 1990 | XXIII        | CD Obrero                   | 2-1        | Brigantium CF               |
| 1991 | XXIV         | RC Celta de Vigo            | 6-0        | Brigantium CF               |
| 1992 | XXV          | Fabril Deportivo            | 2-0        | Brigantium CF               |
| 1993 | XXVI         | SD Compostela               | triangular | CD Lugo Betanzos CF         |
| 1994 | XXVII        | Racing Club de Ferrol       | 1-1 (pen)  | Betanzos CF                 |
| 1995 | XXVIII       | RC Deportivo de la Coruña B | 5-0        | Betanzos CF                 |
| 1996 | XXIX         | Betanzos CF                 | 4-1        | CD Lalín                    |
| 1997 | XXX          | RC Deportivo de la Coruña B | 3-3 (pen)  | Betanzos CF                 |
| 1998 | XXXI         | Racing Club de Ferrol       | 6-1        | Betanzos CF                 |
| 1999 | XXXII        | Betanzos CF                 | 0-0 (pen)  | RC Deportivo de la Coruña B |
| 2000 | XXXIII       | CD Lugo                     | 1-1 (pen)  | Betanzos CF                 |
| 2001 | XXXIV        | Racing Club de Ferrol       | 3-0        | Betanzos CF                 |
| 2002 | XXXV         | SD Compostela               | 3-0        | Betanzos CF                 |
| 2003 | XXXVI        | Racing Club de Ferrol       | 2-0        | Betanzos CF                 |
| 2004 | XXXVII       | Racing Club de Ferrol       | 2-0        | Betanzos CF                 |
| 2005 | XXXVIII      | Racing Club de Ferrol       | 3-2        | Betanzos CF                 |
| 2006 | XXXIX        | RC Deportivo de La Coruña   | 4-0        | Betanzos CF                 |
| 2007 | XL           | Racing Club de Ferrol       | 3-1        | Betanzos CF                 |
| 2008 | XLI          | Betanzos CF                 | 1-0        | RC Deportivo de la Coruña B |
| 2009 | XLII         | Racing Club de Ferrol       | 2-1        | Betanzos CF                 |
| 2010 | XLIII        | Betanzos CF                 | -          | Meson do Vento              |
| 2011 | XLIV         | Betanzos CF                 | 3-1        | Racing Club de Ferrol       |
| 2012 | XLV          | Betanzos CF                 | 2-1        | RC Deportivo de la Coruña B |
| 2013 | XLVI         | Betanzos CF                 | -          | Bandera de España           |
| 2014 | XLVII        | Racing Club de Ferrol       | 5-0        | Betanzos CF                 |
| 2015 | XLVIII       | CCD Cerceda                 | 8-1        | Betanzos CF                 |
| 2016 | XLIX         | Betanzos CF                 | -          | San Tirso SD                |
| 2017 | L            | SD Bullense                 | 2-1        | Betanzos CF                 |
| 2018 | LI           | Pontevedra CF               | 3-0        | Betanzos CF                 |
| 2019 | LII          | Betanzos CF                 | 3-1        | Silva SD                    |
| 2021 | LIII         | Racing Villalbés            | 3-2        | Betanzos CF                 |
| 2022 | XII          | UD Paiosaco                 | 0-0 (pen)  | Betanzos CF                 |
| 2022 | LIII         | Betanzos CF                 | 1-0        | CA Arteixo                  |
| 2023 | LIV          | RC Deportivo de la Coruña B | 1-0        | Betanzos CF                 |
| 2024 | LV           | Betanzos CF                 | 1-0        | RC Deportivo de la Coruña B |

Trofeo Cidade de Betanzos
| Año  | Edición | Campeón                     | Resultado | Subcampeón                  |
| ---- | ------- | --------------------------- | --------- | --------------------------- |
| 2009 | I       | RC Deportivo de la Coruña B | 1-1 (pen) | Betanzos CF                 |
| 2010 | II      | Betanzos CF                 | -         | Cerceda CF                  |
| 2011 | III     | -                           | -         | -                           |
| 2012 | IIV     | Betanzos CF                 | -         | Cerceda CF                  |
| 2013 | V       | Racing Club de Ferrol       | 2-0       | Betanzos CF                 |
| 2014 | -       | -                           | -         | -                           |
| 2015 | VI      | -                           | -         | -                           |
| 2016 | VII     | -                           | -         | -                           |
| 2017 | VIII    | -                           | -         | -                           |
| 2018 | IX      | -                           | -         | -                           |
| 2019 | X       | Betanzos CF                 | 1-1       | RC Deportivo de la Coruña B |
| 2021 | XI      | RC Deportivo de la Coruña B | 2-0       | Betanzos CF                 |
| 2022 | XII     | UD Paiosaco                 | 0-0 (pen) | Betanzos CF                 |
| 2023 | XII     | Betanzos CF                 | 3-0       | AD Miño                     |
| 2024 | XIII    | Betanzos CF                 | 2-0       | SDC Órdenes                 |

## Campeones
Trofeo San Roque de Betanzos
| Equipo                           | Títulos | Ediciones |
| -------------------------------- | ------- | --- |
| Betanzos C. F.                   | 21      | 1964, 1966, 1968, 1969, 1970, 1976, 1977, 1985, 1986, 1987, 1988, 1996, 1999, 2008, 2010, 2011, 2012, 2016, 2019, 2022, 2024 |
| Racing Club de Ferrol            | 10      | 1963, 1994, 1998, 2001, 2003, 2004, 2005, 2007, 2009, 2014                                                                   |
| R. C. Deportivo de La Coruña "B" | 5       | 1979, 1992, 1995, 1997, 2023                                                                                                 |
| R. C. Deportivo de La Coruña     | 4       | 1965, 1971, 1972, 2006 |
| R. C. Celta de Vigo              | 2       | 1973, 1991 |
| C. D. Lugo                       | 2       | 1984, 2000 |
| S. D. Compostela                 | 2       | 1993, 2002 |
| Elche FC Caracas                 | 2       | 1980, 1982 |
| Atlético Pontevedrés             | 1       | 1967 |
| C. D. Ciudad                     | 1       | 1975 |
| S. D. C. Galicia de Mugardos     | 1       | 1981 |
| Vioño C. F.                      | 1       | 1983 |
| Vista Alegre S. D.               | 1       | 1989 |
| C. D. Obrero                     | 1       | 1990 |
| C. C. D. Cerceda                 | 1       | 2015 |
| C. D. Bullense                   | 1       | 2017 |
| Pontevedra C. F.                 | 1       | 2018 |
| Racing Villalbés                 | 1       | 2021 |